# Скотія/Піт – Валлумбілла-Брисбен
Скотія/Піт – Валлумбілла-Брисбен – газопровід у австралійському штаті Квінсленд. 
Наприкінці 1990-х почалась розробка метану вугільних пластів басейну Боуен, при цьому продукцію з перших установок підготовки видали до трубопроводу Валлумбілла – Гладстон. Втім, вже у 2001-му проклали газопровід від установки підготовки Піт, який почав подачу ресурсу до трубопроводу Валлумбілла – Брисбен. В 2003-му запустили установку підготовки Скотія, яку під’єднали до розташованої дещо південніше установки Піт. Довжина траси Скотія – Піт – Валлумбілла-Брисбен становить 121 кілометр, діаметр трубопроводу 273 мм при пропускній здатності у 1 млн м3 на добу.
Також можливо відзначити, що наразі установка Скотія за допомогою перемички довжиною 14 кілометрів отримала сполучення з газопровідною системою Талінга/Спрінг-Галлі –  Вандоан – Кертіс-Айленд.